# Tuzla (dystrykt w Stambule)
Tuzla (gr. Akritas) jest małym miastem na przedmieściach Stambułu, po azjatyckiej stronie miasta. Należy do Metropolii Stambulskiej. 

Położenie Tuzly

W czasach Imperium Osmańskiego mieszkańcy zajmowali się rybołówstwem i uprawą roli. Byli to głównie Grecy. W 1923 doszło do wymiany ludności na turecką. 
Obecnie Tuzla jest nadal miejscowością rybacką, od lat osiemdziesiątych XX w. wzrosło znaczenie przemysłu, zwłaszcza stoczniowego. 
Tuzla jest znana z wielu rybnych restauracji, dzięki położeniu nad Morzem Marmara, oraz z rezydencji zamożnych stambułczyków. 
Centrum miasta stanowi labirynt wąskich uliczek. W okolicach miasta znajdują się obszary podmokłe, zamieszkane przez różne gatunki ptactwa, obecnie rozwój przemysłu powoduje ich zmniejszanie się i zanieczyszczenie. 
Znajduje się tutaj tor wyścigowy Formuły I, Turecka Akademia Marynarki Wojennej, Szkoła Koç-a, oraz Uniwersytet Sabancı.